# Zelfhulp
Zelfhulp of zelfhelp (Engels: self-help) is een vorm van zorg waarbij de betrokkene(n) een problematiek probeert/proberen op te lossen of hanteerbaar te maken, zonder tussenkomst van professionele hulpverleners. Vaak vindt dit in groepsverband plaats, in zogenaamde zelfhulpgroepen, waarin een door de deelnemers gedeelde problematiek centraal staat. Het idee achter deze vorm van hulpverlening is dat ervaringsdeskundigheid van meer ervaren ervaringsdeskundigen de basis kan zijn voor het geven van goede adviezen en het bieden van hulp. De problematiek ligt vaak in de sfeer van verslaving, maar ook in de vrouwenhulpverlening en bij psychische klachten wordt veel gebruikgemaakt van zelfhulp.
Binnen de zelfhulp op het gebied van verslaving kan onderscheid gemaakt worden tussen groepen die werken volgens het twaalfstappenprogramma, zoals Anonieme Alcoholisten, en die welke dat niet doen, zoals de Buitenveldertgroep. Twaalfstappenprogramma's onderscheiden zich bovendien doordat zij principieel geen financiële of materiële steun (subsidie) accepteren.
Ook zijn er technieken die toepasbaar zijn als zelfhulptechnieken, dat wil zeggen, voor persoonlijke ontwikkeling, of huiswerktechnieken voor therapie. Hieronder vallen bijvoorbeeld zelfhypnose (boeken en bandjes), meditatietechnieken, affirmaties (Louise Hay) en Emotional Freedom Techniques (voor probleemoplossing, fobie ed).
Een naastliggend domein is dat van de patiëntenorganisatie. Ook diverse praktische boeken in de populaire psychologie en managementsliteratuur worden geschaard onder zelfhulp: vaak betreft het thema's als het omgaan met stress, burn-out en milde traumatisering, waarvoor hanteerbare adviezen voor leken worden gegeven.